# Église unitarienne hongroise
L'Église unitarienne hongroise (hongrois : Magyar Unitárius Egyház) est une Église protestante de langue hongroise d'origine transylvaine, de théologie unitarienne. Fondée en 1568, elle est divisée en 1948 entre l'Église unitarienne de Transylvanie (Erdélyi Unitárius Egyház) et l'Église unitarienne de Hongrie (Magyarországi Unitárius Egyház) et réunifiée en 2010 sous le dénominatif actuel.

## Histoire

### Tolérance religieuse et querelles protestantes

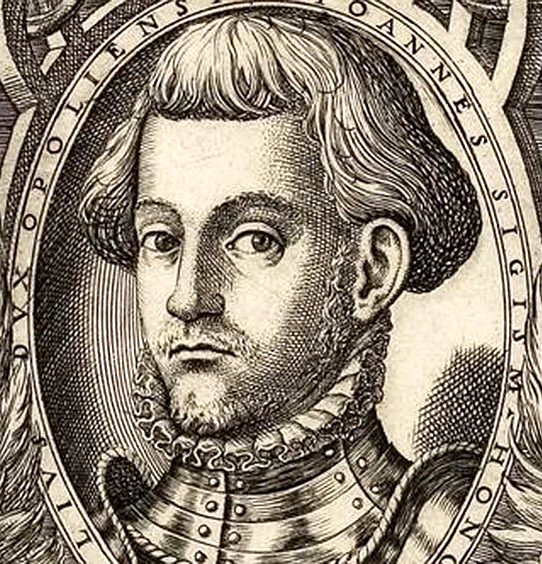
Jean II (roi de Hongrie).

Vers 1555, le jeune prince Jean-Sigismond Zapolya de Hongrie (1540-1571) règne sur la principauté de Transylvanie, où cohabitent plusieurs confessions chrétiennes, catholiques, orthodoxes et protestantes. La principauté accueille aussi des réfugiés vaudois, hussites, anabaptistes ou juifs, pourchassés ailleurs par l'Inquisition catholique ou par l'intransigeance protestante. Les luthériens sont alors en passe de dominer la principauté, si bien que la reine Isabelle, fille de Bona Sforza née en Pologne, obtient de la Diète transylvaine en 1557 un édit de tolérance reconnaissant des droits égaux aux catholiques et aux luthériens. Par cet édit, toutes les confessions ne sont cependant pas à égalité : la Transylvanie est dominée par l' Unio Trium Nationum, « Union des trois nations », alliance entre l'aristocratie hongroise, les bourgeois et les fermiers libres Saxons et les guerriers Sicules, alors que les paysans roumains, ayant été privés de leurs franchises et asservis après l'échec des jacqueries de Bobâlna (1437) et de Gheorghe Doja/Dózsa György (1514), sont déclarés « nation tolérée », leurs représentants sont exclus de la diète et leur forme de christianisme, orthodoxe, n'est pas recepta (« légalement acceptée) » comme le sont le luthéranisme, le calvinisme et le catholicisme.
Le nouveau chef de l'Église luthérienne de Transylvanie est alors Ferenc Dávid, un ancien prêtre catholique passé à la Réforme, réputé brillant orateur et déjà pasteur des luthériens de Kolozsvár/Klausenbourg/Cluj. Des débats internes à l'Église luthérienne opposent deux conceptions de la « Sainte Cène », certains préférant la conception calviniste. Ferenc Dávid, initialement partisan de Martin Luther, se laisse progressivement convaincre par les calvinistes. La formation d'un groupe calviniste divise alors l'Église luthérienne transylvaine et en 1564, la Diète reconnaît l'existence d'une Église calviniste, dont Ferenc Dávid est nommé évêque.

### De scission en scission: la fondation de l'Église unitarienne de Transylvanie
| Liste des évêques de l'Église unitarienne de Transylvanie | Liste des évêques de l'Église unitarienne de Transylvanie |
| --------------------------------------------------------- | --------------------------------------------------------- |
| 1568-1579                                                 | Ferenc Dávid                                              |
| 1579-1592                                                 | Demeter Hunyadi                                           |
| 1592-1597                                                 | György Enyedi                                             |
| 1597-1601                                                 | János Kósa                                                |
| 1601-1616                                                 | Máté Toroczkai                                            |
| 1616-1632                                                 | Bálint Radeczki                                           |
| 1632-1636                                                 | Pál Csanádi                                               |
| 1636-1661                                                 | Dániel Beke                                               |
| 7 avril-3 juin 1661                                       | János Járai                                               |
| 1663-1684                                                 | Boldizsár Koncz                                           |
| 1684-1689                                                 | Dániel Márkos Szentiványi                                 |
| 1689-1690                                                 | Pál Bedö                                                  |
| 1691-1692                                                 | Mihály Nagy                                               |
| 1692-1724                                                 | Mihály Gergely Almási                                     |
| 1724-1737                                                 | Zsigmond Pálfi                                            |
| 1737-1758                                                 | Mihály Lombárd Szentábrahámi                              |
| 1758-1786                                                 | István Agh                                                |
| 1786-1811                                                 | István Lázár                                              |
| 1812-1836                                                 | János Körmöczi                                            |
| 1838-1843                                                 | Miklós Székely                                            |
| 1845-1852                                                 | Sándor Székely                                            |
| 1861-1875                                                 | János Kriza                                               |
| 1876-1928                                                 | József Ferencz                                            |
| 1928-1938                                                 | György Boros                                              |
| 1938-1941                                                 | Béla Varga                                                |
| 1941-1946                                                 | Miklós Józan                                              |
| 1946-1971                                                 | Elek Kiss                                                 |
| Séparation de l'Église unitarienne de Transylvanie        |                                                           |
| Transylvanie                                              | Hongrie                                                   |
| 1971-1994 : Lajos Kovács                                  | 1971-1988 : József Ferencz                                |
| 1994-1996 : János Erdö                                    | 1988-1994 : János Huszti                                  |
| 1996-2009 : Árpád Szabó                                   | 1994-2001 : Márton Bencze                                 |
|                                                           | 2001-2009 : Csaba Rázmány                                 |
| Réunification de l'Église unitarienne hongroise           |                                                           |
| 2009-en cours                                             | Ferenc Bálint-Benczédi                                    |

En 1563, le médecin Giorgio Blandrata entre à la cour de Kolozsvár/Klausenbourg/Cluj. Avec précaution, il sonde les possibilités d'évolution de Ferenc Dávid, lui présentant dans le privé ses vues anti-trinitaires. L'évêque calviniste se révèle alors ouvert à une nouvelle étape de la Réforme et choisit d'assumer publiquement en 1566 les thèses de Michel Servet, puis de faire publier l'année suivante un recueil de textes anti-trinitaires. Lors des débats publics, bénéficiant de la bienveillance du prince Jean-Sigismond (János-Zsigmond) de Transylvanie, Ferenc Dávid obtient de nombreux ralliements au parti anti-trinitaire. Finalement, en 1568, le prince transylvain, tout en confirmant les précédents édits de tolérance « accorde à ses sujets le droit d'adhérer à la confession de leur choix », réfugiés, juifs et serfs valaques inclus.
Une Église unitarienne est alors créée avec à sa tête Ferenc Dávid et comme membre de choix Jean Sigismond (cas unique dans l'Histoire). Ferenc Dávid reste à la Diète transylvaine de 1571 le temps de légaliser l'existence à égalité des quatre Églises catholique, luthérienne, calviniste et unitarienne.
Comparée à la Petite Église des Frères Polonais, la nouvelle Église unitarienne transylvaine en est effectivement très proche, mais moins influencée par l'anabaptisme. En effet, les unitariens ne s'interdisent pas l'accès aux emplois supérieurs de l'État, ni le port d'arme, ni le droit à la guerre défensive. Ainsi, sous le règne d'un prince lui-même unitarien, et aussi sous son successeur immédiat, l'Église unitarienne de Transylvanie réussit à prospérer et même essaimer en Hongrie voisine.

### Arrêt des innovations
L'aboutissement de la Réforme unitarienne a été le fondement d'une nouvelle tradition hostile aux innovations théologiques. Cette position conservatrice est alors celle de Giorgio Blandrata, devenu entretemps conseiller du prince János-Zsigmond. Cherchant à rendre illégale toute nouvelle réforme, son but est sans doute d'empêcher toute nouvelle dissidence parmi les unitariens, comme cela se produit en Lituanie où des Frères fondent l'Église des « non-adorants ». Apprenant la nouvelle, Dávid Ferenc est sensible au refus d'adorer le Christ glorifié et adopte les thèses de cette nouvelle dissidence unitarienne. Un terrible conflit s'ensuit alors entre lui et Blandrata en 1578. Fausto Socin, appelé à l'aide par Blandrata, s'entretient tout l'hiver avec Dávid, chez qui il loge, mais ne parvient pas à le faire changer de point de vue. Aussi, en 1579, alors que Socin est retourné en Pologne, Ferenc Dávid est condamné et emprisonné à Deva où il meurt.
János-Zsigmond et plus tard Moïse Székely (1603) sont les deux seuls princes transylvains à adopter la confession unitarienne.

### Unitarisme en Hongrie auXXesiècle
Lié aux populations magyarophones de Transylvanie, l'unitarisme est une religion de langue hongroise qui essaime progressivement en Hongrie pendant les siècles qui suivent la création de l'Église unitarienne de Transylvanie, souvent à la faveur des migrations vers Budapest et les autres grandes villes du royaume. Cette forme d'exode rural prend un tournant particulier après 1918 lorsqu'une frontière est tracée entre la Hongrie et la Transylvanie désormais roumaine et officialisée par le traité de Trianon de 1920. Des milliers de Hongrois quittent alors la Roumanie pour gagner Budapest où des quartiers entiers abritent les migrants. Alors que la capitale dispose déjà d'une commune ecclésiastique unitarienne, deux autres se constituent autour des communautés venues de Transylvanie : la commune ecclésiastique unitarienne Béla Bartók et celle de Pestszentlőrinc. Durant l'entre-deux-guerres, ces communes se maintiennent dans le giron de l'Église transylvaine.
En 1945, un administrateur épiscopal est désigné pour gérer la branche hongroise de l'Église unitarienne de Transylvanie. En 1971, l'élection d'un évêque pour le territoire hongrois marque la naissance formelle de l'Église unitarienne de Hongrie. La cohabitation des deux Églises est une nécessité durant la période communiste et face aux persécutions religieuses. En 2010, plus de vingt ans après l'ouverture du rideau de fer et la libération des pays de l'Est européen, les deux Églises se réunissent sous le nom d'Église unitarienne hongroise. La réunification est reconnue par les gouvernements roumain et hongrois le 28 février 2011 ; l'État hongrois restitue à la nouvelle entité l'immeuble de l'évêché unitarien dans le 5e arrondissement de Budapest, nationalisé par la République populaire de Hongrie en 1954. L'Église unitarienne de Hongrie prend alors le statut d'arrondissement ecclésiastique unitarien aux côtés de ceux de Transylvanie.

## Convictions

### Catéchisme
L'Église unitarienne de Transylvanie dispose d'un catéchisme, en 9 chapitres et 136 questions, écrit par Jozsef Ferencz, édité et modifié en 1991 (20e édition). Jozsef Ferencz, 1835-1928, a été évêque de l'Église unitarienne transylvaine de 1876 à sa mort.
1. Concepts

2. Dieu

3. L'enfant de Dieu

4. Jésus

5. Le Saint Esprit

6. L'Église unitarienne

7. Péché et repentance

8. La vie éternelle

9. Services liturgiques

### Crédo
L'Église unitarienne de Transylvanie dispose aussi d'un credo :
Je crois en un Dieu, créateur de la terre et Père providentiel.

Je crois en Jésus, le meilleur fils de Dieu, notre véritable enseignant.

Je crois au Saint-Esprit.

Je crois à la mission de l'Église unitarienne.

Je crois au pardon des péchés et à la vie éternelle.

Amen.

### Affirmation unitarienne
L'Église unitarienne de Transylvanie dispose aussi d'une affirmation :
Je suis Unitarien

Je vis et travaille dans cette foi.

Jésus est mon guide.

Et Dieu est mon aide.

Nous humains sommes tous frères et sœurs,

Nous n'avons qu'une loi : l'AMOUR.

Ce but de notre œuvre est partagé.

Heureux ceux du royaume de Dieu.

## Culte

### Sacrements
L'Église unitarienne de Transylvanie pratique 2 sacrements institués par Jésus :
- le baptême
- la Sainte-Cène (elle est commémorative)

### Autres cérémonies
L'Église unitarienne transylvaine pratique d'autres rituels qui ne sont pas considérés comme des sacrements :
- confirmation
- mariage
- obsèques.

### Fêtes de l'Église
L'Église unitarienne de Transylvanie fête :
- Noël, commémoration de la naissance de Jésus
- Dimanche des Rameaux, entrée de Jésus à Jérusalem
- Vendredi saint, crucifixion et mort de Jésus
- Pâques, manifestant la foi en l'immortalité de l'âme
- Pentecôte, victoire des idées de Jésus et constitution de la première congrégation chrétienne
- Dimanche des Moissons
- Fête de la Réformation
- Jour du souvenir de Ferenc Dávid
- Fête des Mères

### Liturgie
La liturgie du culte de l'Église unitarienne de Transylvanie :
- chant d'ouverture
- chant principal
- prière
- Notre Père
- chant
- lecture de la Bible
- prédication
- prière
- prière silencieuse ou Notre Père
- bénédiction
- chant de fermeture.

## Implantation territoriale et démographie

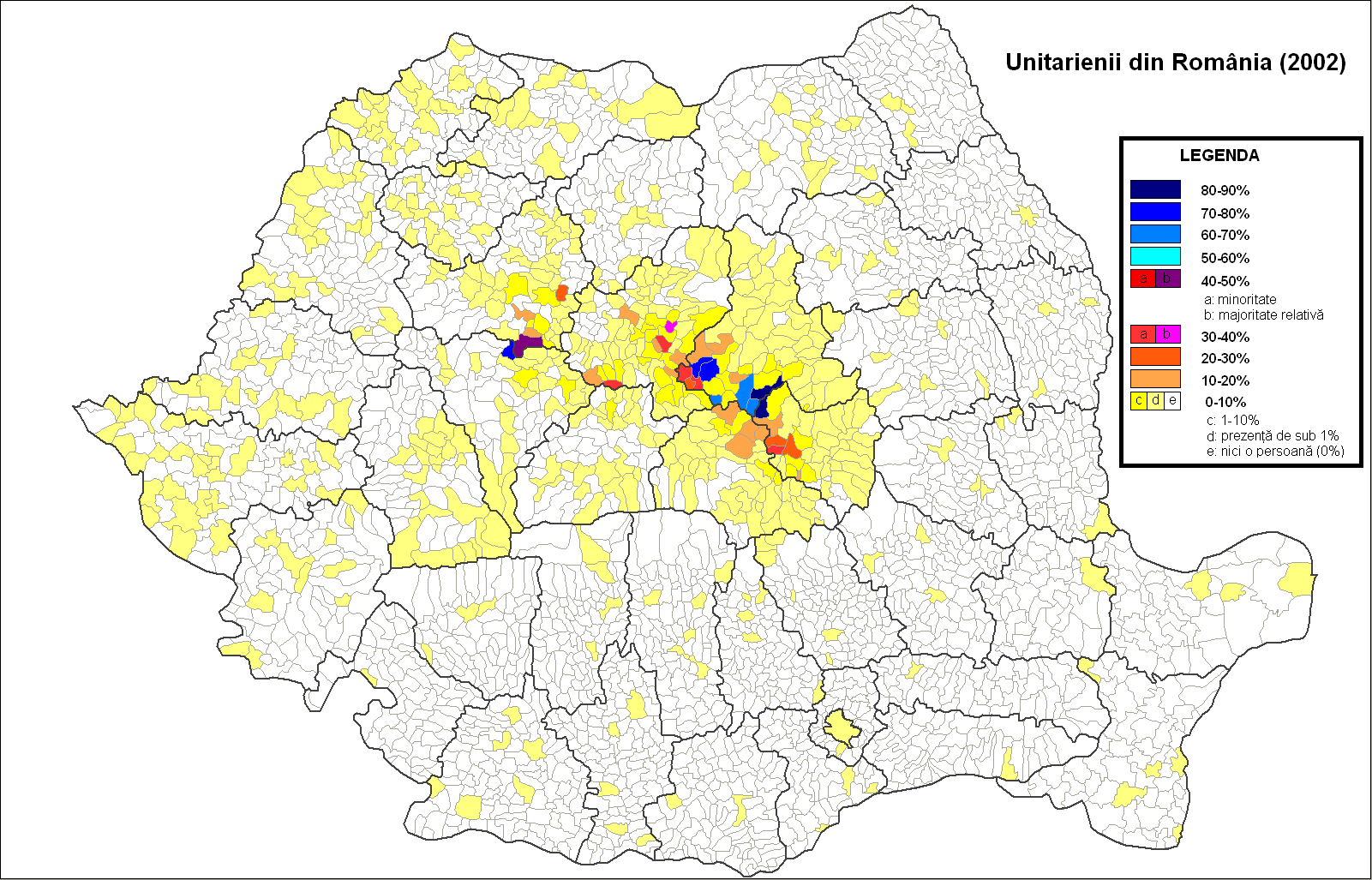
Les unitariens de Roumanie (2002)

La majorité des adhérents de l'Église unitarienne vivent en Transylvanie, entre Sighișoara (Segesvár) et Odorheiu Secuiesc (Székelyudvarhely), notamment autour de Dârjiu (Székelyderzs). L'Église unitarienne est particulièrement importante à Dârjiu, Atid (Etéd), Cristuru Secuiesc (Székelykeresztúr), Feliceni (Felsőboldogfalva), Inlăceni (Énlaka) et Mugeni (Bögöz) où les unitariens sont majoritaires. Ces communes sont situées dans le sud-ouest du județ de Harghita, sauf Sighișoara qui est situé dans le sud-est du județ de Mureș. Les fidèles unitariens sont quasi-exclusivement des citoyens roumains magyarophones, membres de la minorité magyare de Roumanie.
D'après le recensement de 1992, 76 708 citoyens roumains se déclarent unitariens. D'après celui de 2002, ils sont 66 846 (0,3 % de la population totale de la Roumanie). Le Herald de l'Association Chrétienne Unitarienne britannique relaie les préoccupations de l'Église unitarienne transylvaine qui en 2011 ne compte plus que 58 000 adhérents et perd plus de 1 000 adhérents chaque année. Le recensement de 2011 a dénombré 57686 unitariens. De 1992 à 2002, la minorité hongroise et sicule passe de 1 713 928 à 1 624 959 et de 7,9 % à 7,1 % de la population totale de la Roumanie. En 2002, les unitariens représentent 4,55 % et la troisième confession de la minorité hongroise et sicule après les réformés (47,10 %) et les catholiques (41,20 %).
Depuis 1700, les unitariens disposent de 125 paroisses. En 2006, les 110 pasteurs unitariens gèrent 141 lieux de culte en Roumanie. Les effectifs baissent régulièrement. La fondation unitarienne transylvaine Unitarcoop signale en 2005 sur son site que « Nos communautés confessionnelles, incorporées dans l'ensemble de la population hongroise de la Transylvanie, diminuent et vieillissent du fait de la baisse des naissances et de l'émigration. Ces cinq dernières années le nombre des enterrements représentait à peu près le double du nombre des baptêmes ». En 2007, le conseil exécutif du conseil international des unitariens et des universalistes (ICUU) rapportaient que plus de 10 000 unitariens transylvains avait émigré en Hongrie mais sans rejoindre les paroisses de l'Église unitarienne en Hongrie.

## Organisation ecclésiastique territoriale

### Le synode général
L'Église unitarienne hongroise bien que presbytérienne synodale est dirigée par un évêque élu. Depuis mars 2009, l'évêque est Ferenc Bálint-Benczédi.
Les organismes de décision de l'Église unitarienne hongroise sont l'Assemblée générale et le Synode général, dont le corps exécutif est le Conseil représentatif.
Les dirigeants de l'Église unitarienne hongroise sont :
- dans les communes ecclésiastiques (Egyházközség) : le pasteur, le président du conseil presbytéral, le chantre et les membres du conseil ;
- dans les arrondissements ecclésiastiques : le doyen, les deux présidents de canton et le secrétaire de canton.
- dans l'Église : l'Évêque, les deux présidents-généraux et le secrétaire-général.

### Les arrondissements ecclésiastiques unitariens
L'Église unitarienne de Transylvanie comptait six arrondissements ecclésiastiques (Egyházkerület, Egyházkör) : Cluj-Turda (Kolozs-Torda) : 29 communes ecclésiastiques, Mureș (Maros) : 21 communes, Târnava (Küküllő) : 13 communes, Cristuru Secuiesc (Székelykeresztúr) : 24 communes, Odorheiu Secuiesc (Székelyudvarhelyi) : 22 communes ; et Trei-Scaune-Alba de Jos (Háromszék-Felsőfehér) : 20 communes. Depuis la fusion entre les Églises transylvaine et hongroise, l'ancienne Église unitarienne de Hongrie constitue désormais un arrondissement de 13 communes ecclésiastiques, dont trois à Budapest.

### Reconnaissance légale

#### En Roumanie

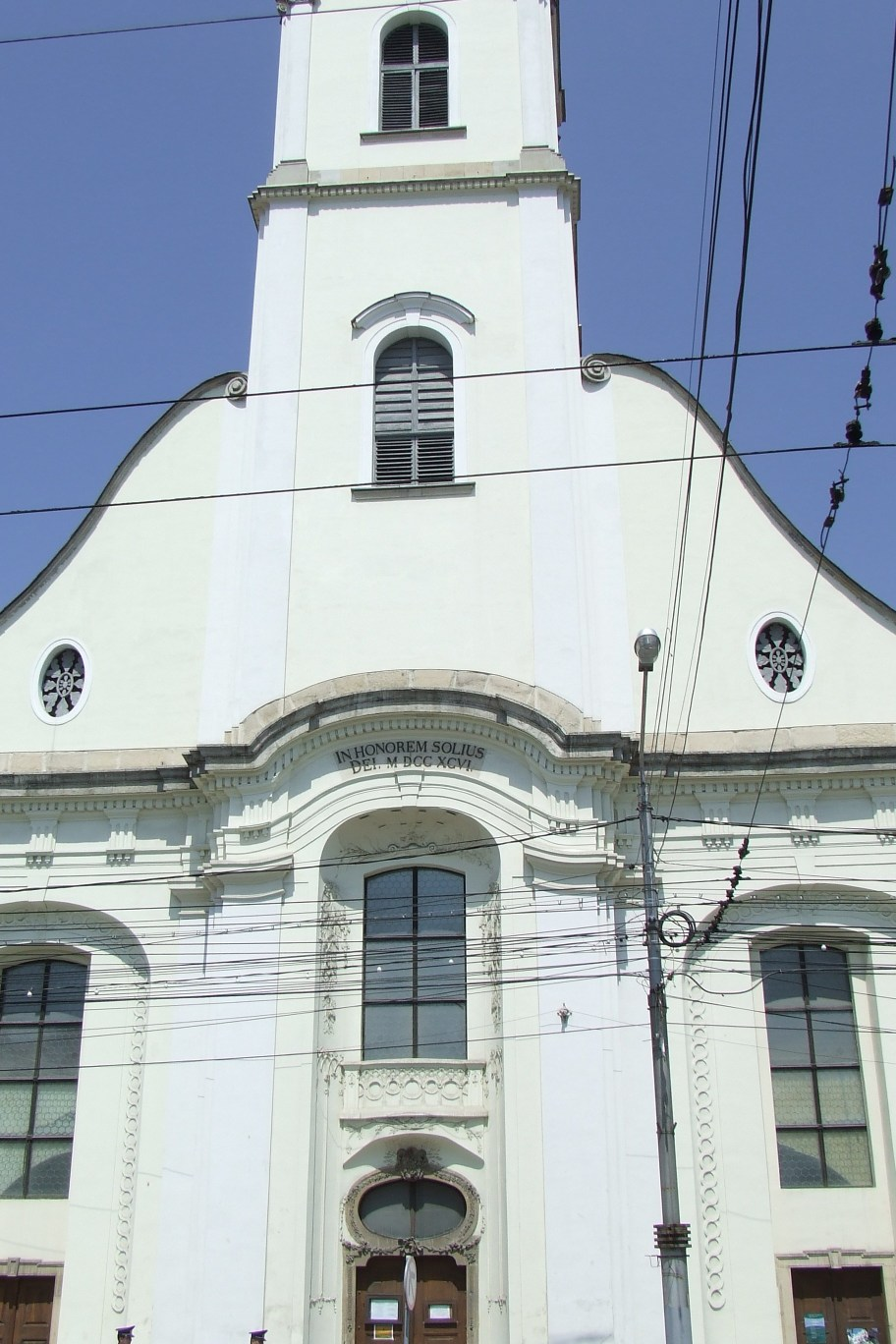
Église unitarienne de Cluj.

La liberté de culte est garantie en Roumanie depuis 1990 et le gouvernement reconnaît des droits supplémentaires à 18 cultes dont l'unitarien :
- recevoir des subventions publiques
- ouvrir des écoles privées
- aides publiques pour la construction de lieux de culte
- statut de fonctionnaires pour les ministres du culte
- subventions pour le logement des ministres du culte
- émissions publiques de radio et de télévision
- exemption de taxes et d'impôts
- enseignement religieux dans les écoles publiques.

#### En Hongrie
Le gouvernement conservateur du Premier ministre hongrois Viktor Orbán a fait adopter par le parlement le 19 juillet 2011 une nouvelle loi sur les cultes qui n'en reconnaît plus que quatorze, au lieu de plus de trente auparavant. Le culte unitarien a été reconnu, mais pas en tant que "culte historique" de la Hongrie. Seuls les cultes catholique, réformé, évangélique et juif ont été reconnus "historiquement hongrois" à la déception du président de l'Église unitarienne de Hongrie, Botond Elekes.

### Partenariats internationaux
Dans le cadre du Unitarian Universalist Partner Church Council, un programme nord-américain en place depuis 1990, 150 paroisses de l'Église unitarienne hongroise (141 en Transylvanie et 9 en Hongrie) sont individuellement partenaires d'une ou plusieurs des 161 Églises, congrégations, sociétés ou fraternités unitariennes et/ou universalistes nord-américaines participantes (sur les 1000 adhérentes à l'Association universaliste unitarienne des Congrégations en Amérique du Nord). Les partenariats prennent des formes diverses (rencontres, échanges épistolaires, soutien financier…). À l'origine 200 congrégations nord-américaines participaient au programme.

## Institutions et organisations

### Mouvement associatif
- L'association des femmes unitariennes (Unitárius Nők Országos Szövetsége UNOSZ) en Transylvanie et l'association des femmes unitariennes « Flora Kozma Perczelné » en Hongrie (Perczelné Kozma Flóra Unitárius Nőszövetség)[13].
- L'association nationale des pasteurs unitariens (Unitárius Lelkészek Országos Szövetsége ULOSZ).
- L'association nationale de la jeunesse « Ferenc Dávid » (Országos Dávid Ferenc Ifjúsági Egylet ODFIE) en Transylvanie[14] et la jeunesse unitarienne - association de la jeunesse Ferenc Dávid en Hongrie (Magyarországi Dávid Ferenc Ifjúsági Egylet MADFIE)[15].
- beaucoup de paroisses ont une chorale, un groupe de théâtre ou un groupe de danse qui se rencontrent l'été.
- De 7 à 12 ans, les enfants fréquentent l'école du dimanche et apprennent les histoires de la bible.
- De 13 à 14 ans, les adolescents fréquentent le catéchisme, apprennent le catéchisme de l'Église unitarienne transylvaine et préparent la confirmation.
- L'association d'entraide « La Providence » (Gondviselés Segélyszervezet)[16].

### Établissements scolaires et universitaires
- Lycée unitarien « János-Zsigmond » - primaire, collège, lycée, ouverts à tous -, Cluj[17]
- Lycée unitarien « Moïse Berde » - primaire, collège, lycée, ouverts à tous -, Cristuru Secuiesc[18]
- Maternelle unitarienne, ouverte à tous, Cluj
- Institut protestant de théologie de Cluj, codirigé avec l'Église réformée de Roumanie et les deux Églises luthériennes du pays (l'Église luthérienne évangélique de Roumanie et l'Église évangélique de la Confession d'Augsbourg de Roumanie)[19].

### Médias
L'Église unitarienne transylvaine publie quatre périodiques en hongrois :
- Keresztény Magvető (« Le Semeur chrétien »)[20]
- Unitárius Közlöny (« Le Héraut unitarien »)[21]
- Nők Világa (« Le Monde des femmes »)[22]
- A Láng (« La Flamme »), revue théologique[23]

L'Église unitarienne de Hongrie, doyenné de Hongrie depuis 2011, publie un périodique en hongrois :
- Unitárius Élet (« La Vie unitarienne »)[24]

L'Église unitarienne hongroise produit des programmes religieux (cultes, émissions d'éducation religieuse, documentaires) en hongrois, diffusés sur les chaînes hongroises Magyar Televízió 1, Magyar Televizió 2, Duna Televízió et la station de radio MR1-Kossuth Rádió de la Magyar Rádió. Il existe aussi une webradio unitarienne en Transylvanie. L'Église unitarienne hongroise a un site internet de vidéos des émissions unitariennes.